# Mijaíl Ivasik
Mijaíl Adamóvich Ivasik (en ruso: Михаил Адамович Ивасик; Petrushi, 1 de mayo de 1917 — Madona, 18 de agosto de 1944) fue un francotirador soviético que combatió en las filas del Ejército Rojo durante la Segunda Guerra Mundial, en el transcurso de dicho conflicto mató personalmente a unos 320 soldados y oficiales enemigos. Recibió póstumamente el título de Héroe de la Unión Soviética por sus hazañas durante la guerra.

## Biografía
Ivasik nació el 1 de mayo de 1917 en el seno de una familia de campesinos rusos en la pequeña localidad rural de Petrushi —actualmente situada en el krai de Primorie en Rusia—. Tras graduarse en la escuela de su aldea natal, trabajó como gerente de una tienda en la ciudad de Ussuriisk. Se unió al Ejército Rojo en 1936 y sirvió en la Flotilla del Amur, donde participó en la batalla del lago Jasán contra el Ejército de Kwantung japonés.
Comenzó a combatir en la guerra en diciembre de 1941, poco después del inicio de la invasión alemana de la Unión Soviética, inicialmente en el 713.º Regimiento de Fusileros. Contribuyó al desarrollo del movimiento de francotiradores en el Frente Noroeste. Para septiembre de 1942, había abatido a 73 enemigos, incluyendo seis francotiradores nazis, por lo que recibió su primera condecoración, la Medalla al Valor. Posteriormente, en 1943, se graduó en los cursos para tenientes subalternos y se convirtió en comandante de una compañía de fusileros del 380.º Regimiento de Fusileros. A finales de abril de 1943, había abatido personalmente a 229 soldados y oficiales enemigos y, para finales de julio de 1943, su cuenta alcanzó los 241 nazis abatidos.
En noviembre, su unidad fue desplegada en la localidad de Velíkiye Luki, donde luchó en batallas ofensivas y defensivas, repeliendo contraataques enemigos. Durante una batalla, su compañía mató a unos cincuenta soldados alemanes y tomó prisioneros a otros diez. Durante una batalla en enero de 1944, atacó una trinchera enemiga y se apoderó de una altura estratégica. Continuó luchando tras ser herido, y para entonces había matado a 284 enemigos. Más tarde ese mismo año, se distinguió especialmente en la ofensiva de Madona en Letonia, liderando a su batallón en los pantanos tras las líneas enemigas para atacar a las tropas alemanas en retirada. Él y su unidad tomaron el control de importantes cruces de carreteras y cruzaron un río clave bajo intenso fuego enemigo.
Durante la guerra, resultó herido cuatro veces. Para cuando murió en combate el 18 de agosto de 1944 durante una batalla en la Letonia ocupada por los nazis, había matado al menos a 320 soldados y oficiales alemanes. Recibió póstumamente el título de Héroe de la Unión Soviética el 24 de marzo de 1945 por su hábil mando de su unidad y su valentía y heroísmo en la liberación de Letonia.

## Condecoraciones
|  | Héroe de la Unión Soviética (24 de marzo de 1945)                 |
|  | Orden de Lenin (24 de marzo de 1945)                              |
|  | Orden de la Bandera Roja (20 de marzo de 1944)                    |
|  | Orden de la Guerra Patria de 2.do grado (10 de diciembre de 1943) |
|  | Orden de la Estrella Roja (27 de abril de 1943)                   |
|  | Medalla al Valor (13 de octubre de 1942)                          |